# 336e régiment d'infanterie
Pour les articles homonymes, voir 336e régiment.
Le 336e régiment d'infanterie (336e RI) est un régiment d'infanterie de l'Armée de terre française constitué en 1914 avec les bataillons de réserve du 136e régiment d'infanterie de Saint-Lô. Il est dissous en 1916.

## Création et différentes dénominations
- Le 336e Régiment d'Infanterie quitte Saint-Lô pour la zone des armées le 10 août 1914.
- Le régiment est dissous le 9 juin 1916 à Mourmelon-le-Grand. Ses éléments sont répartis entre les 202e et 225e R.I.

## Chefs de corps
- 9 août 1914 - 18 août 1915 : lieutenant-colonel Raymond-Laurent-François Gracy.
- 18 août 1915 - 31 août 1915 : chef de bataillon Maxime Preire (par intérim).
- 31 août 1915 - 9 juin 1916 : lieutenant-colonel Paul Wacquez.

## Historique des garnisons, combats et batailles du336eRI

### Première Guerre mondiale

#### Affectations
- Ve Armée, 11e corps d'armée, 60e division d'infanterie, 120e brigade d'infanterie d'août 1914 au 9 juin 1915
- Dissolution pour des motifs de réorganisation le 9 juin 1916[1]dans les 202e et 225e RI, les deux autres régiments qui composent la 120e brigade d'infanterie.

#### 1914
Comme il l'est prévu par le plan de mobilisation, le 336e RI est levé localement. Ainsi, les dépôts des régiments de la 120e brigade d'infanterie dont il fait partie sont situés dans le département de la Manche. Le dépôt du régiment que les réservistes doivent rejoindre est situé à Saint-Lô.
Le 336e régiment d’infanterie de réserve, sous les ordres du lieutenant-colonel Gracy, était composé, à sa formation, de deux bataillons, les 5e et 6e, commandés par les chefs de bataillon Boucheaux et Etchats, et comptait 36 officiers, 123 sous-officiers et 2045 caporaux et soldats.
Première bataille de La Marne (5 - 12 septembre 1914)

#### 1915
Champagne (14 décembre 1914 - 17 mars 1915)

## Drapeau
Il porte, cousues en lettres d'or dans ses plis, les inscriptions suivantes :
- La Marne 1914
- Champagne 1914-1915

## Personnages célèbres ayant servi au336eRI
Fusillés pour l'exemple (voir Affaire des caporaux de Souain) :

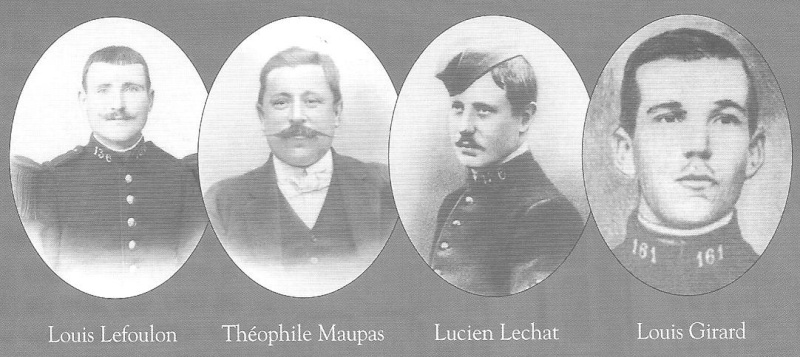
Les Caporaux de Souain

- Théophile Maupas, 40 ans, instituteur du Chefresne, marié, deux enfants ;
- Louis Lefoulon, 30 ans, cheminot aux Chemins de fer de l'Ouest à Caen, originaire de Condé-sur-Vire, vivant en concubinage, un enfant ;
- Louis Girard, 28 ans, horloger, originaire de Blainville résidant à Paris, 17e arrondissement, marié, un enfant ;
- Lucien Lechat, 23 ans, garçon de café à Vitré, originaire du Ferré, célibataire.

Les quatre caporaux ont été officiellement réhabilités par la Cour spéciale de justice le 3 mars 1934.
Autre fusillé :
- Élie Lescop, fusillé le 19 octobre 1914, pour abandon de poste et mutilation volontaire, à Souain, réhabilité par la Cour spéciale de justice militaire en 1934[3],[4].